# Thomas Händel
Thomas Händel (ur. 27 sierpnia 1953 w Norymberdze) – niemiecki polityk i działacz związkowy, poseł do Parlamentu Europejskiego VII i VIII kadencji.

## Życiorys
W 1970 rozpoczął kształcenie w zawodzie elektromechanika w Grundig AG w Fürth, w tym samym roku przystępując do związku zawodowego metalowców (IG Metall). Po ukończeniu Akademii Pracy na Uniwersytecie we Frankfurcie był jej pracownikiem i asystentem profesora Wolfganga Abendrotha.
Od 1979 wchodził w skład zarządu IG Metall. Z ramienia związku został koordynatorem tzw. ruchu pokojowego na poziomie federalnym. W 1987 stanął na czele IG Metall w Fürth. W latach 1995–2006 był honorowym sędzią Krajowego Sądu Pracy. W 2007 objął obowiązki wiceprzewodniczącego Fundacji Róży Luksemburg.
W 2004 znalazł się wśród organizatorów WASG, w tym samym roku wykluczony z SPD. W 2005 został jednym z czterech liderów partii WASG. W 2007 przystąpił wraz ze swoim ugrupowaniem do Die Linke. Z jej listy został wybrany na posła do Parlamentu Europejskiego w 2009. W PE przystąpił do Komisji Zatrudnienia i Spraw Społecznych. W 2014 z powodzeniem ubiegał się o europarlamentarną reelekcję.